# Kostís Damavolítis
Konstantínos Damavolítis (grec moderne : Κωνσταντίνος Δαμαβολίτης), dit Kostís Damavolítis (grec moderne : Κωστής Δαμαβολίτης), est un homme politique grec.

## Biographie
Le 5 mai 2014, il remplace Nótis Mariás comme député ANEL d'Héraklion, celui-ci ayant été élu député européen.
Aux élections législatives grecques de janvier 2015, il est élu député au Parlement grec sur la liste des Grecs indépendants dans la circonscription d'Héraklion.
Le 2 juillet 2015, il quitte le groupe ANEL, puis démissionne de son mandat de député. Il est remplacé par Grigoris Makaronas.